# Claës Lindsström
Claës Olof Lindsström, född 8 oktober 1876 i Visby domkyrkoförsamling, död 3 januari 1964 i Danderyds församling, var en svensk sjöofficer (viceamiral) och 1937–1942 befälhavande amiral vid Ostkustens marindistrikt.

## Biografi
Lindsström var son till grosshandlare Victor Olof Lindsström och Sophia Antonia Söderberg. Han blev kadett vid Sjökrigsskolan 1890 och deltog 1891–1893 i sjöexpeditioner med HMS Vanadis (1862) och 1894–1896 med HMS Saga. Lindsström tog officersexamen 1896, blev löjtnant 1900 och kapten 1904. Han var i tjänst hos tyska flottan 1910–1912, och blev efter återkomsten 1912 adjutant hos konungen i januari 1913. Han befordrades till kommendörkapten av andra graden 1917 och under åren 1917–1919 var han marinattaché i Berlin och Köpenhamn. 1919 befordrades han till kommendörkapten av första graden och var 1919–1926 chef för Marinstabens operationsavdelning, med ett uppehåll 1922–1923 då han var fartygschef för HMS Fylgia under hennes färd runt Sydamerika. Han var också lärare vid Sjökrigshögskolan 1920–1924. 1925 befordrades han till kommendör och blev överadjutant hos konungen.
Lindsström var 1926–1930 flaggkapten och chef för Kustflottans stab, blev inspektör av ubåtsvapnet 1930, och var 1930–1933 chef för Sjökrigshögskolan (KSHS). 1932 befordrades han till konteramiral. Han var befälhavande amiral och stationsbefälhavare i Karlskrona 1933–1936, chef för Marinstaben 1936, stationsbefälhavare vid Stockholms örlogsstation 1936–1937, och befälhavande amiral vid Ostkustens marindistrikt 1937–1942. Han gick i pension 1942, och befordrades i samband med detta till viceamiral i flottans reserv.
Från sin tid i den tyska Högsjöflottan fick Lindsström en stark samhörighet med den tyska marinen och behöll kontakterna efter Första världskriget. Under sommaren 1937 ingick Lindsström i en officersdelegation från Sverige som besökte Nationalsocialistiska tyska arbetarepartiets partidagar i Nürnberg. Svenskt biografiskt lexikon angav i artikeln om honom från 1980–1981 att Lindsströms tyskvänlighet är väl dokumenterad men att ingen i ansvarig ställning i Sverige under beredskapen tvivlade hans lojalitet.
Han var även ordförande i Flottans pensionskassa 1933–1936 och militär ledamot av Högsta domstolen 1937–1950. Han blev ledamot av Örlogsmannasällskapet 1912 (hedersledamot 1932) och ledamot av Krigsvetenskapsakademien 1923.
Lindsström är begravd på Norra begravningsplatsen utanför Stockholm. Han var från 1919 gift med tyskan Hertha von Koerner (hennes andra gifte; född 22 oktober 1883 i Dresden, död 6 december 1983, 100 år), dotter till geheimerådet Paul von Koerner och Margarete Wahle.